# Ariel Rubinstein
Pour les articles homonymes, voir Rubinstein.
Ariel Rubinstein (hébreu: אריאל רובינשטיין) (né le 13 avril 1951) est un économiste israélien qui travaille dans les domaines de la théorie économique, la théorie des jeux et la rationalité limitée .

## Biographie
Ariel Rubinstein est professeur d'économie à l'école d'économie à l'Université de Tel Aviv et au département d'Économie de l'Université de New York. Il étudie les mathématiques et l'économie à l'Université hébraïque de Jérusalem, de 1972 à 1979, où il obtient successivement son B. Sc. en mathématiques, économie et statistiques en 1974, son mastère en économie en 1975, son mastère en mathématiques en 1976 et son doctorat en économie en 1979.

## Travaux
En 1982, il publie l'équilibre parfait dans un modèle de négociation (Perfect equilibrium in a bargaining model), une contribution importante à la théorie de la négociation. Ce modèle est également connu comme le modèle de négociation de Rubinstein (en). Il décrit la négociation de deux personnes comme un vaste jeu à information parfaite (en) dans lequel les joueurs alternent des offres. Une hypothèse clé est que les joueurs sont impatients. Le principal résultat donne les conditions dans lesquelles le jeu a un unique équilibre parfait en sous-jeux et caractérise cet équilibre. Il a également co-écrit Un Cours de théorie des jeux (1994) avec Martin J. Osborne, un ouvrage qui a été cité plus de 9 800 fois à la date de septembre 2021.
Il a également travaillé avec le Center for Operations Research and Econometrics.
Il aborde le problème de la Belle au bois dormant avec Michele Piccione dans la revue Games and Economic Behavior en 1997

## Prix et distinctions
Rubinstein est élu membre de l'Académie israélienne des sciences et lettres (1995), membre honoraire Étranger de l'Académie américaine des arts et des sciences (1994) et de l'American Economic Association (1995). En 1985, il est élu fellow de la Société d'économétrie, dont il occupe ensuite la présidence en 2004.
En 2002, il reçoit un doctorat honorifique de l'Université de Tilbourg.
Il reçoit le Prix Bruno (2000), le Prix Israël en économie (2002),, le Prix Nemmers en Économie (2004), le Prix EMET (en) (2006) et le Prix Rothschild en sciences (2010).

## Publications
- Bargaining and Markets, avec Martin J. Osborne, Academic Press 1990
- (en) Ariel Rubinstein et Martin Osborne, A Course in Game Theory, MIT Press, 1994, 368 p. (ISBN 978-0-262-65040-3, lire en ligne)[15]
- Modeling Bounded Rationality, MIT Press, 1998.
- Economics and Language, Cambridge University Press, 2000.
- Lecture Notes in Microeconomic Theory: The Economic Agent, Princeton University Press, 2006.
- Economic Fables, OpenBook Publishers, 2012.
- AGADOT HAKALKALA (heb.), Kineret, Zmora, Bitan, 2009.